# Peter Berger
Peter Berger   (Constança, 16 d'octubre de 1949) és un remer alemany, ja retirat, que va competir sota bandera de la República Federal Alemanya durant les dècades de 1960 i 1970.
El 1968 va prendre part en els Jocs Olímpics d'Estiu de Ciutat de Mèxic, on disputà, sense sort, la prova del quatre amb timoner del programa de rem. Quatre anys més tard, als Jocs de Múnic, guanyà la medalla d'or en la mateixa prova. Formà equip amb Hans-Johann Färber, Gerhard Auer, Alois Bierl i Uwe Benter.
En el seu palmarès també destaquen una medalla d'or al Campionat del Món de rem de 1970 i dues medalles d'or al Campionat d'Europa de rem, el 1969 i 1971.